# Cyril Andresen
Cyril Andresen est un skipper danois né le 23 novembre 1929 à Frederiksberg et mort le 12 septembre 1977 à Gentofte.

## Carrière
Cyril Andresen obtient une médaille d'argent olympique de voile en classe Dragon aux Jeux olympiques d'été de 1956 à Melbourne.